# Шнајтах
Шнајтах (њем. Schnaittach) град је у њемачкој савезној држави Баварска. Једно је од 27 општинских средишта округа Нирнбергер Ланд. Према процјени из 2010. у граду је живјело 8.110 становника. Посједује регионалну шифру (AGS) 9574155.

## Географски и демографски подаци
Шнајтах се налази у савезној држави Баварска у округу Нирнбергер Ланд. Град се налази на надморској висини од 355 метара. Површина општине износи 49,4 km². У самом граду је, према процјени из 2010. године, живјело 8.110 становника. Просјечна густина становништва износи 164 становника/km².